# 水野樹里
水野 樹里（みずの じゅり、1985年1月13日 - ）は、日本の女性声優。以前はマウスプロモーション所属に所属していた。千葉県出身。

## 出演作品

### テレビアニメ
- アイカツ!（受験生）

### 吹き替え
- iCarly
- アルマゲドン2011
- ミディアム6 霊能者アリソン・デュボア

### ナレーション
- 娘DOKYU!

### テレビCM
- キリン生茶「タイ生茶」
- サークルKサンクス「肉まん」
- サトウ製薬「バイオンスリー」
- マイナビ
- マクドナルド「ハッピーセット」
- ライオン「バン」
- レオパレス21

### ゲーム
- うみねこのなく頃に散 〜真実と幻想の夜想曲〜
- 極限脱出ADV 善人シボウデス（女性アナ）
- ゲームでも、パパのいうことを聞きなさい!（ひろ）
- 剣と魔法と学園モノ。3（トウフッコ、ヒューマン・女）